# Tribeca

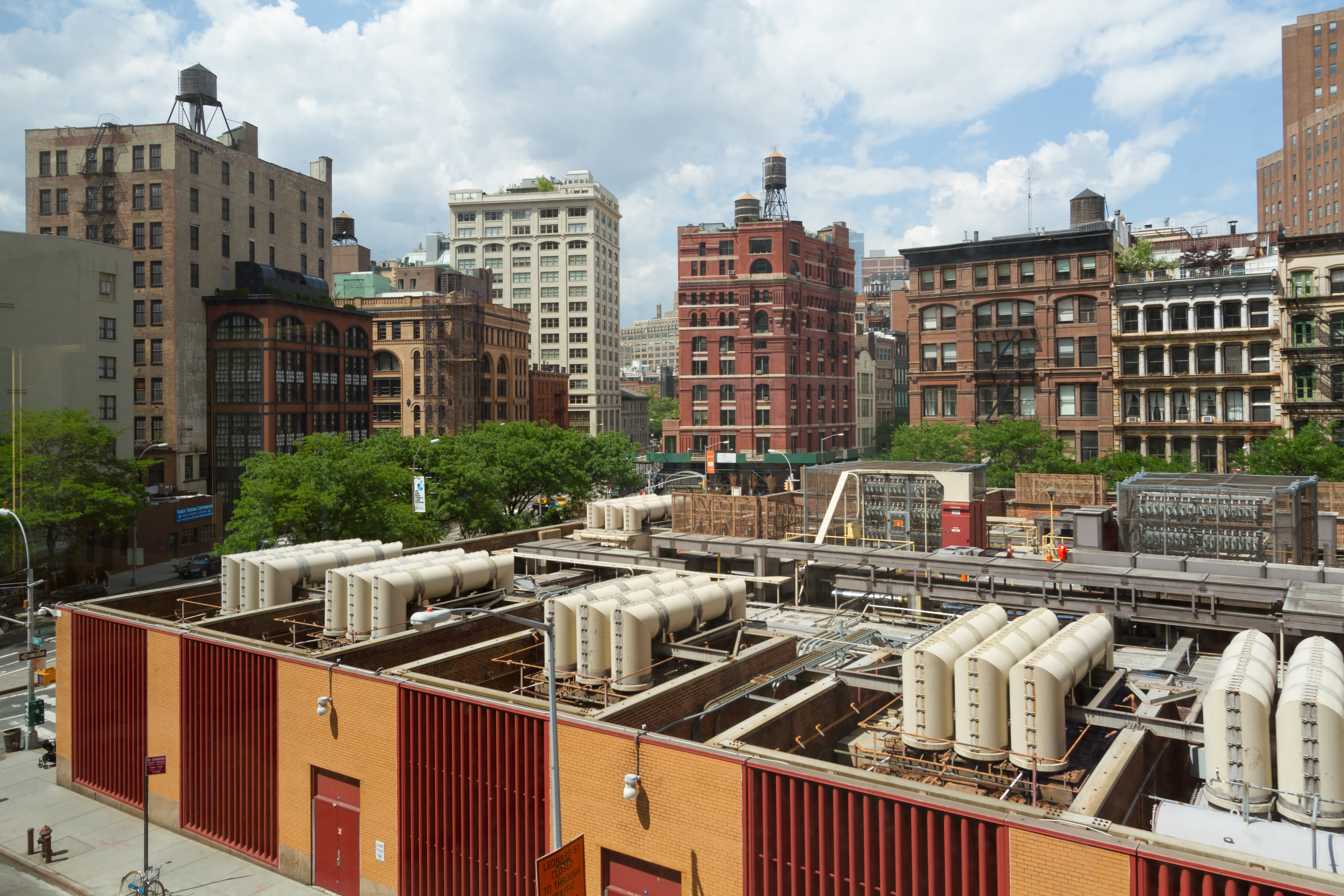
Tribeca von der New York Law School aus gesehen. Deutlich erkennbar ist der frühere Charakter Tribecas als Industriebezirk.

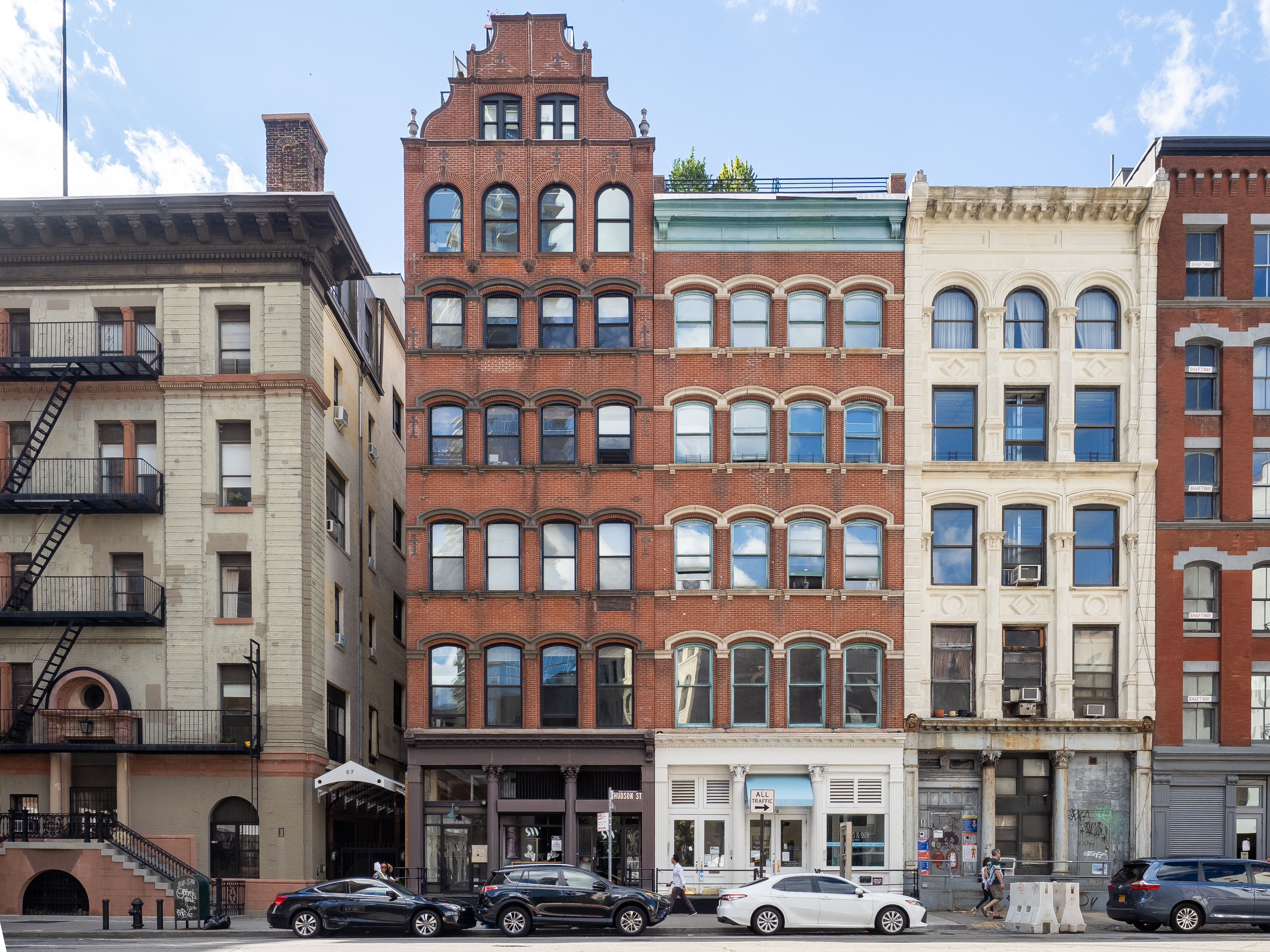
Hudson Street

Tribeca ist ein Stadtteil im Stadtbezirk Manhattan in New York City. Der Name steht für „Triangle Below Canal Street“ (dt.: Dreieck unterhalb der Kanalstraße). Tribeca hatte 2020 laut United States Census eine Einwohnerzahl von 21.305 und nimmt eine Fläche von rund 0,91 km² ein. Er ist Teil des Manhattan Community District 1, hat die Postleitzahlen 10007 und 10013 und gehört zum 1. Bezirk des New Yorker Polizeidepartements.

## Beschreibung
Tribeca liegt in Lower Manhattan zwischen der Canal Street im Norden, dem Broadway im Osten, der Vesey Street im Süden und der West Street im Westen. Als südliche Grenze werden manchmal auch Chambers Street oder Barclay Street angenommen. Benachbarte Stadtteile und Viertel sind im Norden Hudson Square und SoHo, im Osten Civic Center, im Süden das World Trade Center und im Südwesten Battery Park City. Im Westen von Tribeca befinden sich der Hudson River Park und der Hudson River.
Tribeca war ursprünglich ein Industriebezirk, hat aber seit den 1990er-Jahren eine gesellschaftliche Aufwertung erfahren. Der Stadtteil prägende Wolkenkratzer 388 Greenwich Street entstand 1988 und ist der globale Hauptsitz der Citigroup. Heute befinden sich in Tribeca viele Bars, Restaurants und Kunstgalerien. Hier ist auch das Tribeca Film Festival beheimatet, das als Antwort auf die Terroranschläge am 11. September 2001 gegründet wurde.
Robert De Niro, Schauspieler und gebürtiger New Yorker, besitzt hier das Restaurant Tribeca Grill und das Greenwich Hotel. Die Filmproduktionsgesellschaft Tribeca Productions ist ebenfalls in dem Stadtteil ansässig und wurde im Jahre 1989 von De Niro und der Filmproduzentin Jane Rosenthal gegründet. Auch Mariah Carey ist Ende der 1990er-Jahre nach Tribeca gezogen. Sie wohnt in einem mehrstöckigen Appartement im Franklin Tower. Zu den weiteren bekannten Anwohnern zählen Beyoncé und Jay-Z, der das auch in seinem Lied Empire State of Mind erwähnt, sowie Taylor Swift und Filmemacher Casey Neistat. 2010 kaufte Daniel Craig ein Appartement in Tribeca.
Der von den Schweizer Architekten Herzog & de Meuron erbaute Wohnwolkenkratzer 56 Leonard Street sollte nach einer längeren Bauunterbrechung bis zum Jahr 2010 fertiggestellt werden, was sich auf Grund finanzieller Schwierigkeiten aber nicht einhalten ließ. Das Projekt wurde schließlich 2016 abgeschlossen. In Tribeca befindet sich mit dem The Frederick Hotel eines der ältesten Hotels der Stadt.

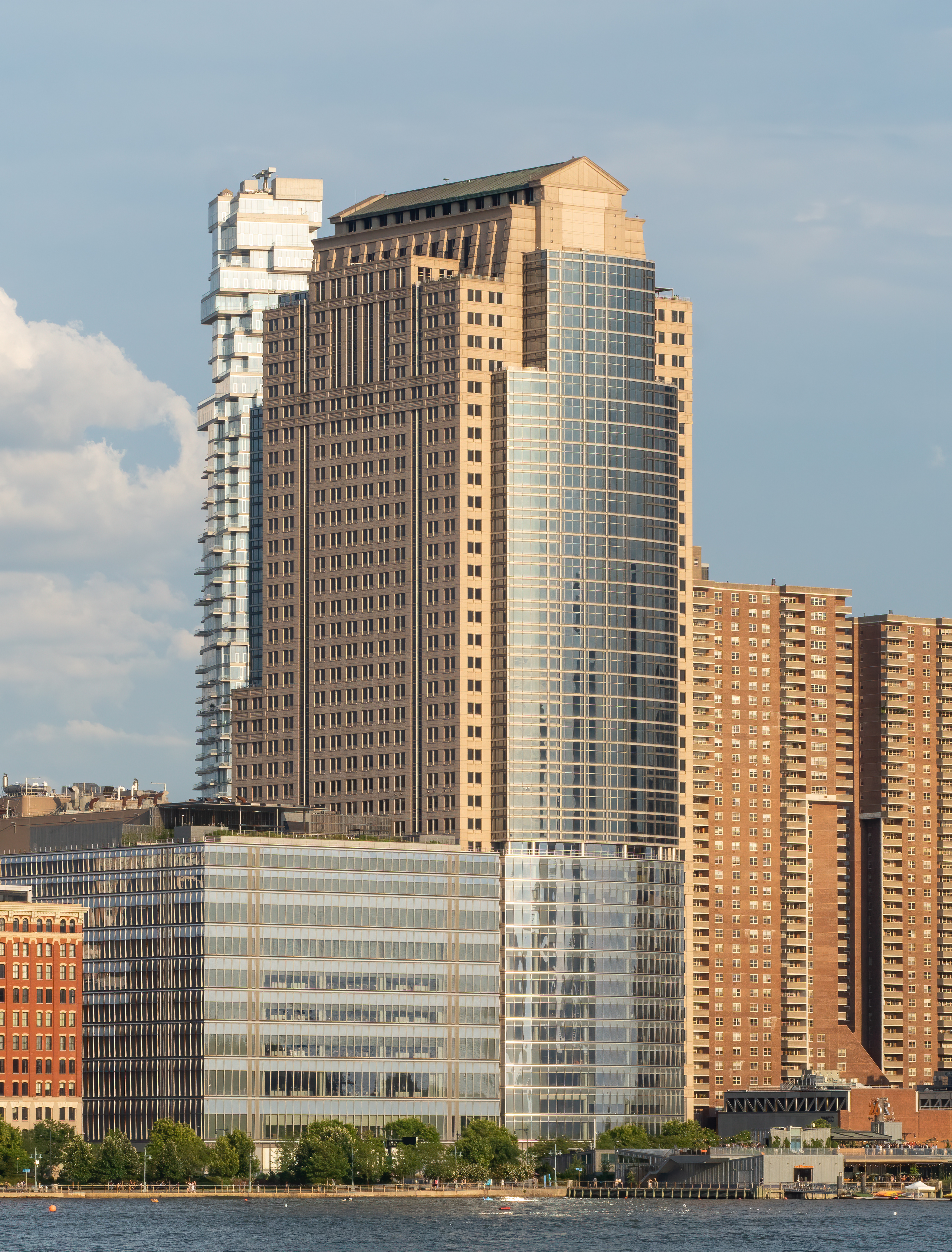
388 Greenwich Street, dahinter zum Teil verdeckt 56 Leonard Street